# Alex Harvey (ski de fond)
Pour les articles homonymes, voir Alex Harvey et Harvey.
Alex Harvey, né le 7 septembre 1988 à Saint-Ferréol-les-Neiges, au Québec, est un fondeur canadien, fils du cycliste et fondeur Pierre Harvey. Il est détenteur de cinq médailles mondiales, dont deux titres, le sprint par équipes lors de édition 2011 d'Oslo et le cinquante kilomètres des mondiaux 2017 de Lahti. Il remporte deux autres médailles en sprint, l'argent en 2015 à Falun et le bronze en 2013 à Val di Fiemme, et une médaille de bronze lors du skiathlon en 2015. En coupe du monde, il termine deux fois à la troisième place du classement général, en 2014 et 2017, saison où il obtient la deuxième place du classement des courses de distances. Il termine quatre fois deuxième des Finales, mini-tour clôturant la saison, et troisième du Tour de ski 2017-2018.

## Carrière
Alex Harvey dispute ses premières courses sur un circuit d'Amérique du Nord, la Nor-Am Cup. En 2005, il est présent pour les championnats du monde junior, lors de l'édition se disputant à Rovaniemi, terminant 41e du sprint, 43e d'un dix kilomètres et 47e de la poursuite. Il passe l'essentiel de sa saison suivante sur ce même circuit, obtenant ses premiers podiums. Il participe de nouveau aux mondiaux juniors, terminant seizième du sprint et dix-septième de la poursuite. Il obtient aussi un premier titre national d'un dix kilomètres classique. La saison suivante, Dans une saison 2007-2008 de nouveau axée sur le circuit nord-américain, il obtient un podium lors d'une course FIS à Hochfilzen en Autriche. Lors des mondiaux juniors disputés à Tarvisio en Italie, il obtient ses premières médailles internationales, le bronze sur le dix kilomètres libre et sur la poursuite. Il termine également seizième du sprint. Il commence sa saison suivante sur le circuit de la Nor-Am Cup, remportant deux victoires. En février 2008, il fait ses débuts en Coupe du monde à Otepää en Estonie, sur un quinze kilomètres classique. Il termine 53e d'une qualification d'un sprint classique, puis 49e d'un 11,4 kilomètres. Lors des mondiaux juniors de Malles en Italie, il dispute trois épreuves, obtenant une quatrième place lors du sprint, la médaille d'argent du dix kilomètres classique derrière le Norvégien Hans Christer Holund, une nouvelle quatrième place du vingt kilomètres mass-start et neuvième place avec le relais.
L'année suivante, après avoir obtenu sa première qualification d'un sprint de coupe du monde, à Whistler, il termine le lendemain douzième d'un trente kilomètres classique, puis  obtient son premier podium dans une épreuve de coupe du monde en obtenant avec George Grey la troisième place lors du sprint par équipes. Il dispute les championnats du monde des moins de 23 ans, terminant quatrième d'un trente kilomètres mass-start et cinquième du sprint classique. Il participe à une autre étape de coupe du monde, à Valdidentro, puis participe à sa première édition des championnats du monde, de 2009 à Liberec. Il dispute quatre épreuves, terminant 36e du quinze kilomètres classique, 22e de la poursuite trente kilomètres, 28e du sprint et cinquième avec le relais. Après les mondiaux, il obtient son deuxième podium individuel, une troisième place du Trondheim, derrière le Finlandais Sami Jauhojaervi et l'Allemand Tobias Angerer. Il termine sa saison lors des Finales de la Coupe du monde où il termine sixième du classement général, avec une 30e, deux huitièmes et une cinquième place.
Pour la saison suivante, il s'investit complètement sur le circuit de la coupe du monde 2009-2010, son meilleur étant toutefois une 21e place à Rogia sur un trente kilomètres mass-start. Il participe ensuite pour la première fois au tour de ski, son meilleur résultat sur cette épreuve étant une neuvième place du dix kilomètres classique de Cortina - Toblach. Il termine cette édition à la 22e place. C'est finalement lors des Jeux olympiques disputés au parc olympique de Whistler qu'il obtient ses meilleurs résultats de la saison : 21e du quinze kilomètres classique, il termine neuvième d'un trente kilomètres poursuite remporté par le Suédois Marcus Hellner. Avec Devon Kershaw, il termine quatrième du sprint par équipes, devancé par la Norvège, l'Allemagne et la Russie. Septième avec le relais, il termine sa compétition par une 32e place lors du cinquante kilomètres. En fin de saison, il dispute les Finales, obtenant une 22e place au classement général.
Lors du début de la coupe du monde 2010-2011, il termine à plusieurs reprises dans le Top 10, sur un sprint de la première édition du Nordic Opening où il se classe finalement 17e, puis sur le tour de ski, à Oberhof, neuvième d'une poursuite, à Oberstdorf, septième d'un sprint, à Toblach, à Cortina - Toblach, cinquième d'un trente cinq kilomètres poursuite et Val di Fiemme, de nouveau cinquième sur vingt kilomètres mass-start. Il termine dixième de cette édition du tour de ski. Il devient champion du monde des moins de 23 ans à Otepää lors de la poursuite trente kilomètres,. Juste après cette compétition, il améliore sa meilleure place en Coupe du monde en obtenant une deuxième place à Drammen sur un sprint où il devancé par le Suédois Emil Jönsson.

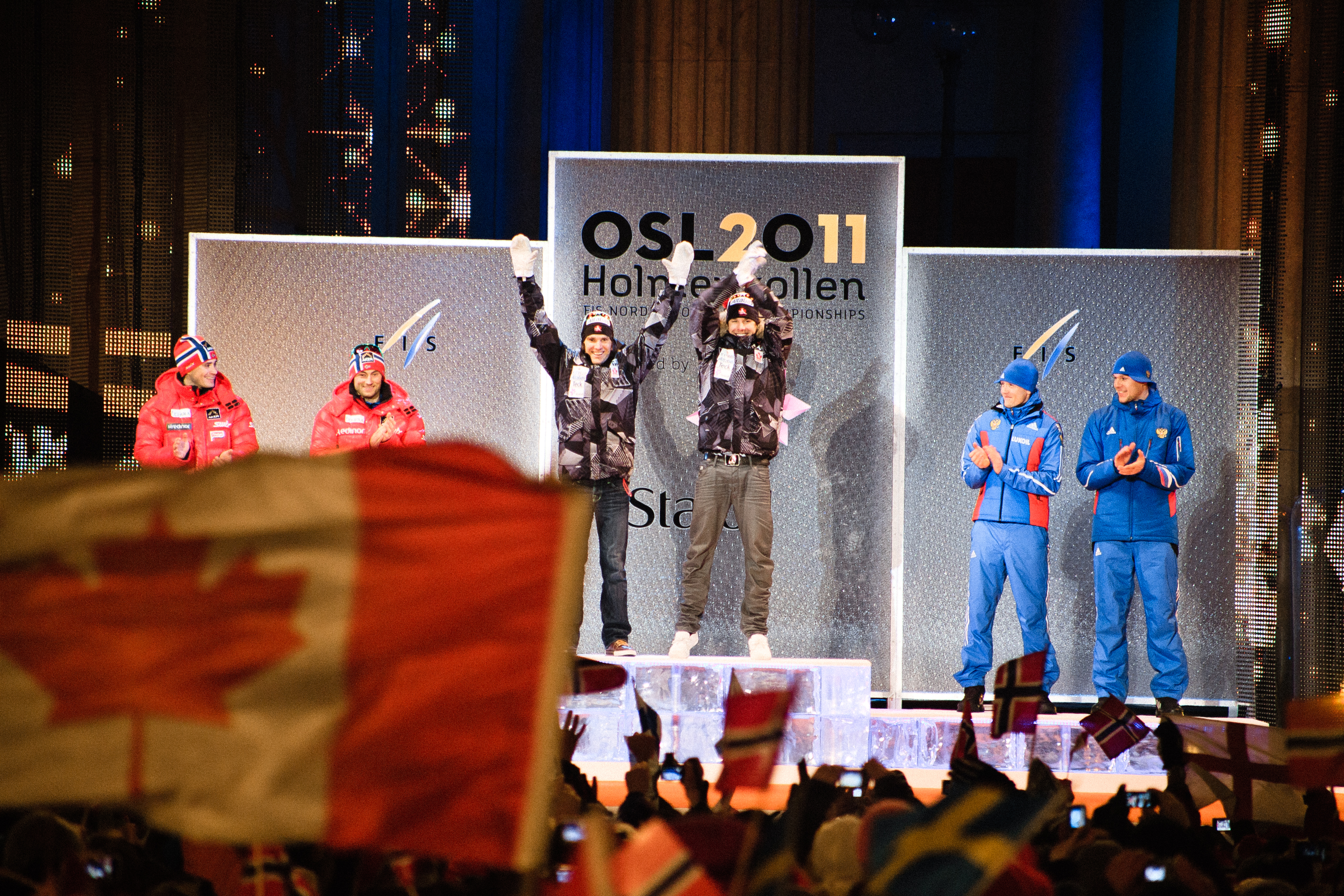
Podium du sprint par équipes des mondiaux 2011, avec Devon Kershaw.

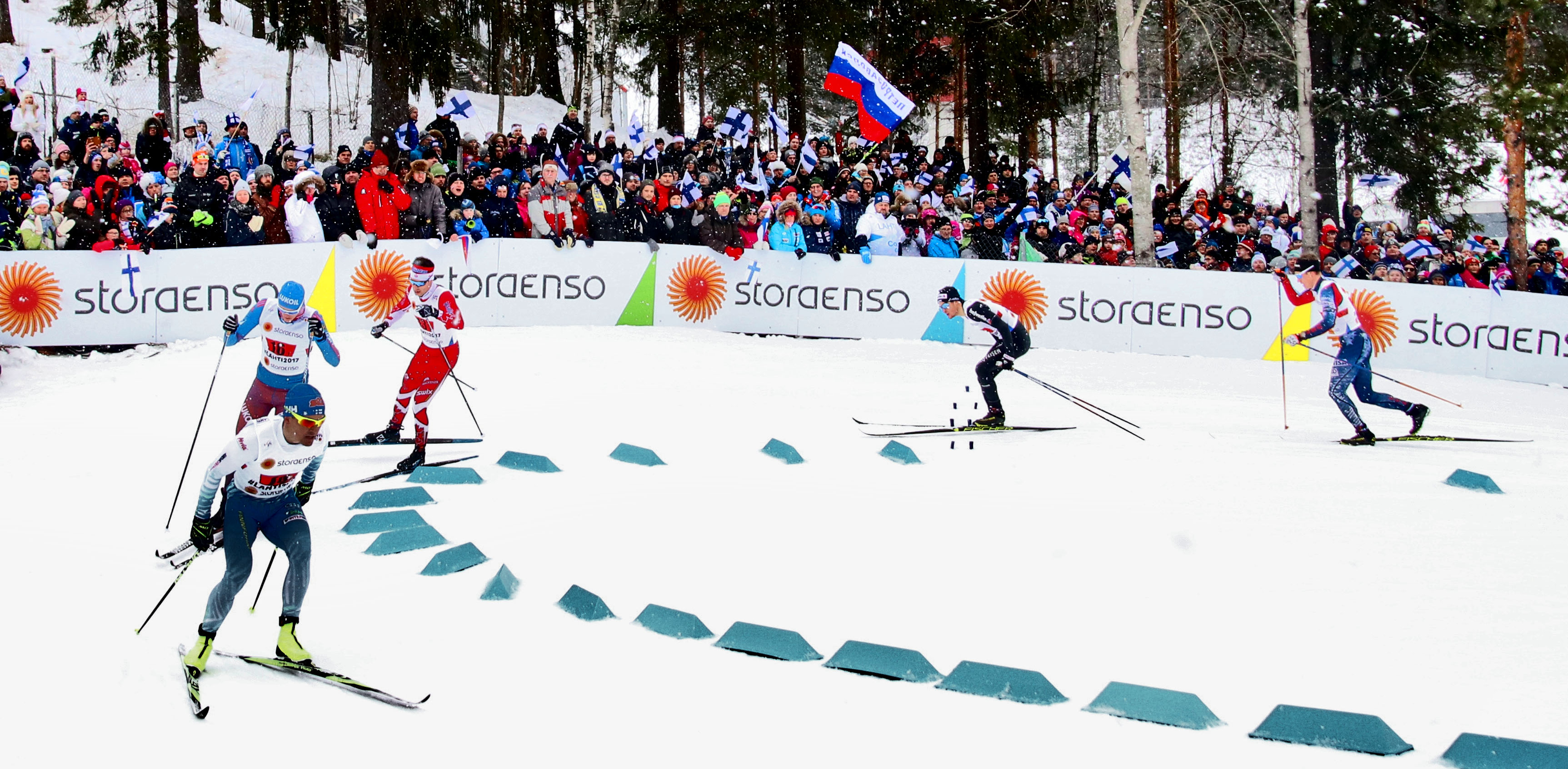
Alex Harvey, no 13, lors du sprint des mondiaux 2017.

Lors de sa première course des mondiaux 2011 disputés à Oslo, le sprint libre, il termine troisième de sa demi-finale et termine ainsi septième de la compétition. Il termine ensuite douzième de la poursuite deux fois quinze kilomètres, classique puis libre, course remportée par Petter Northug. Il décide ensuite de ne pas disputer le quinze kilomètres classique pour se réserver pour le sprint par équipes du lendemain. Associé à Devon Kershaw, il prend son troisième et dernier relais en troisième position. La Norvège et le Canada se dispute finalement la victoire, Harvey battant Ola Vigen Hattestad dans les 200 derniers mètres . C'est le premier titre masculin pour le Canada aux Championnats du monde. Harvey renonce ensuite au relais. Lors du cinquante kilomètres, finalement remporté par Northug devant le Russe Maxim Vylegzhanin et le Norvégien Tord Asle Gjerdalen, il termine cinquième.
Alex Harvey termine le premier mini-tour de la saison 2011-2012, lors du Nordic Opening à Kuusamo, par une onzième place du classement général, son meilleur résultat étant une septième place lors de la dernière course, une poursuite sur un quinze kilomètres classique. Il dispute ensuite une demi-finale du sprint libre de Davos, et obtient une dixième place à Rogla sur un quinze kilomètres classique. Lors du prologue du tour de ski disputé à Oberhof, il termine sixième. Il obtient d'autres Top 10 sur cette épreuve, avant d'obtenir une deuxième place sur un vingt kilomètres classique à Val di Fiemme, derrière le Norvégien Eldar Roenning. Il termine finalement douzième du classement final. Quatrième du sprint classique à Otepaa, il dispute la demi-finale du sprint suivant, à Moscou, puis cinquième et huitième d'un quinze kilomètres et d'un skiathlon à Rybinsk. Il obtient une troisième place d'un skiathlon à Lahti, derrière le Suisse Dario Cologna et le Norvégien Martin Johnsrud Sundby. Seizième à Drammen d'un sprint classique dont il a auparavant terminé avec le deuxième temps des qualifications, il dispute ensuite les Finales de la coupe du monde. Il remporte la deuxième étape, un 3,3 kilomètres libre, devant Dario Cologna et Devon Kershaw : c'est la première victoire d'Harvey sur le circuit de la coupe du monde. C'est déjà sur ce site de Falun que son père Pierre Harvey remporte sa première victoire, 25 ans plus tôt en 1987. Également deuxième de la poursuite, derrière le Russe Petr Sedov, il termine sixième du classement général des Finales. Cette sixième place lui permet de terminer sixième du classement général de la coupe du monde.
Après des débuts en coupe du monde à Gaellivare où il obtient une cinquième place avec le relais canadien, il termine 23e du Nordic Opening à Kuusamo. Cinquième d'un sprint par équipe à Québec, son meilleur résultat dans ces étapes nord-américaines est une onzième place à Canmore lors d'un quinze kilomètres classique mass-start. Il termine sixième du prologue du tour de ski, il enchaine par une cinquième place lors du quinze kilomètres classique disputé en poursuite. À Val Muestair, il est éliminé en demi-finale puis finit à la sixième place de la poursuite en Toblach et Cortina. Il obtient encore une troisième place à Val di Fiemme sur le quinze kilomètres mass-start, derrière Aleksey Poltaranin et Len Valjas. Harvey termine là cette compétition.
26e des qualifications du sprint classique des mondiaux de Val di Fiemme, il termine troisième de la finale, à huit dixièmes du Russe Nikita Kriukov, celui-ci devançant le Norvégien Petter Northug pour le titre. Cette médaille est la troisième de l'histoire canadienne aux mondiaux, après sa médaille d'or obtenue avec Devon Kershaw lors de l'édition précédente et le bronze remporté par Sara Renner en sprint classique en 2005. Lors du skiathlon, où il reste toujours dans le groupe de tête, il termine treizième à 16,1 secondes du vainqueur suisse Dario Cologna. La paire composée de Devon Kershaw et Alex Harvey termine quatrième du sprint par équipes, battu au sprint. Le relais canadien termine douzième du quatre fois dix kilomètres, remporté par la Norvège. Lors de la dernière épreuve, le cinquante kilomètres classique, épreuve remportée par le Suédois Johan Olsson, il termine 28e. Après les mondiaux, il n'obtient aucun résultat dans le Top 10, terminant à la 25e place des Finales disputées à Falun.
Lors de la coupe du monde 2013-2014, il termine 42e du Nordic opening disputé à Kuusamo. Lors du prologue du tour de ski, il profite des conditions climatiques, du brouillard, pour réaliser le meilleur temps, devant son compatriote Devon Kershaw et le Norvégien Chris Jespersen. Meilleur temps des qualifications de la course suivante, un sprint libre disputé également à Oberhof, il est éliminé en demi-finale. Deux jours plus tard, à Lenzerheide, il termine deuxième d'un deuxième sprint libre, derrière l'Américain Simeon Hamilton. Il perd la tête du classement général, au profit de Martin Johnsrud Sundby lors de la course suivante, un quinze kilomètres mass-start où il termine 39e. Troisième à l'arrivée de la traversée de Cortina à Toblach, une poursuite de trente-cinq kilomètres, derrière Sundby et battu au sprint par Northug, il termine ensuite cinquième du dix kilomètres classique à Val di Fiemme. Connaissant des problèmes de circulation sanguine dans l'artère iliaque de la jambe gauche, il ne participe pas à la montée finale de l'Alpe Cermis, cet effort exacerbant son problème. Il remporte sa première victoire en Coupe du monde lors du sprint libre de Szklarska Poręba devant l'Allemand Josef Wenzl. Sur ce même site, il termine quatrième d'un quinze kilomètres mass-start remporté par Maxim Vylegzhanin. Lors de sa course suivante, un quinze kilomètres classique à Toblach, il termine cinquième d'une course remportée par Alexander Legkov.
Lors de sa première épreuve des Jeux olympiques de Sotchi, il connait des problèmes de fartage sur le parcours classique où il perd 45 secondes. Il finit ensuite 18e de la course remportée par Dario Cologna. Il est ensuite éliminé su sprint, terminant quatrième de son quart de finale. Il rencontre de nouveau de problèmes de fartage sur le quinze kilomètres où il abandonne après dix kilomètres. éliminé en demi-finale du sprint par équipes, il termine ensuite 19e du cinquante kilomètres remporté par Legkov, victime d'une chute après avoir ski sur un bâton. Après les Jeux, il obtient deux Top 10 à Lahti. Il termine deuxième des Finales de Falun, mini-tour où il remporte le skiathlon. Il termine finalement troisième du classement général de la coupe du monde.
Dixième du Nordic Opening disputé à Lillehammer, puis abandonnant sur le tour de ski la veille de l’arrivée à Val di Fiemme, il doit attendre la dernière course avant les mondiaux, un sprint classique disputé à Östersund, pour obtenir un podium en coupe du monde, terminant deuxième derrière le Norvégien Finn Hågen Krogh.
Harvey commence ainsi ses mondiaux de Falun avec confiance. Pour sa première course, le sprint classique, il réalise le cinquième temps des qualifications. Il obtient sa place en finale en obtenant l'un des deux meilleurs temps des non-qualifiés directs, tout comme Petter Northug. Mal parti lors de celle-ci, il parvient à se replacer en troisième position avant de prendre la deuxième place pour échouer à cinq centièmes de Northug, un autre Norvégien, Ola Vigen Hattestad, terminant troisième. Premier à mi-parcours du skialthlon, lors de la transition entre style classique et style libre, Harvey reste dans le groupe de tête jusqu'à l'initiative de Dario Cologna dans les derniers kilomètres, uniquement suivi du Russe Maksim Vylegzhanin. Ce dernier l'emporte devant le Suisse, Harvey reprenant le Norvégien Didrik Tønseth dans la dernière ligne droite. Non retenu pour le sprint par équipes, il ne dispute également pas le quinze kilomètres. L'équipe canadienne termine ensuite dixième du relais quatre fois dix kilomètres, Harvey, premier relayeur. ayant placé son équipe en tête au terme de son témoin. Sur le cinquante kilomètres, où il avoue voir dépensé beaucoup d'énergie à essayer d'éviter que le Suédois Johan Olsson s'échappe; il termine cinquième, terminant à quatre secondes du Suédois qui termine troisième, Petter Northug fils remportant le titre devant le Tchèque Lukáš Bauer.
Il décide alors de se faire opérer pour résoudre ses problèmes de circulation sanguine aux artères iliaques. Ce problème, qui provoque des douleurs aiguës particulièrement lors des montées et plus intensément en style libre, est un handicap dans certaines courses, notamment lors de la montée finale de Alpe Cermis, course déterminante lors du Tour de ski. Cette opération planifiée à cette date, la saison 2015-2016 ne présentant pas d'événements majeurs.
Il fait ses débuts lors de cette saison 2015-2016 dans des courses FIS à Gallivare, puis dispute le Nordic Opening à Ruka àù il termine deuxième du dix kilomètres libre, obtenant une septième place au classement général. Il obtient une dixième place lors du skiathlon de Lillehammer avant de participer au tour de ski. Il obtient deux septième place lors de celui-ci, pour une quatorzième place finale. Lors des courses suivantes, il n'obtient que deux Top 10, à Nove Mesto lors d'un quinze kilomètres libre, et Stockholm lors d'un sprint classique. Lors du Ski tour Canada, épreuve dont il termine finalement cinquième, ses meilleurs résultats sont une neuvième place d'un dix-septième kilomètres et demi à Montréal, une deuxième place du sprint de Québec, lieu où il termine également quatrième d'un quinze kilomètres poursuite, une septième place d'un skiathlon et une quatrième d'un quinze kilomètres libre, deux épreuves disputés à Canmore.
En janvier 2017, il remporte un sprint par équipes avec Len Valjas, devant la Suède II. Une semaine plus tard, il gagne le quinze kilomètres libre d'Ulricehamn, sa première victoire sur ce format de course.
Lors de sa première course des mondiaux de Lahti, le sprint libre, il échoue en demi-finale, terminant cinquième de sa course avant d'être disqualifié pour obstruction sur un concurrent. Los du skiathlon, le Russe Sergueï Oustiougov et Martin Johnsrud Sundby s'échappent lors de la partie disputée en style libre, Harvey figurant dans le groupe de poursuivant. C'est le Norvégien Finn Hågen Krogh qui remporte le sprint pour obtenir la médaille de bronze. Associé à Len Valjas, il termine sixième du relais par équipes. Il est absent du quinze kilomètres courses qu'il a décidé avant le début des mondiaux de ne pas disputer, préférant préservant ses forces alors qu'il estime ses chances de médailles comme faibles. Lors du relais quatre fois dix kilomètres, l'équipe canadienne également formée de Graeme Killick, Devon Kershaw et Len Valjas. Lors du cinquante kilomètres disputé sur un rythme rapide, un groupe d'une vingtaine de fondeurs est encore en tête à l'entame du dernier tour. Sous l'initiative de Sundby qui accélère dans la dernière montée, trois coureurs s'échappent, Sundby, Ustiugov et Harvey. Celui-ci, placé en deuxième position dans la descente finale, dépasse le Norvégien puis résite au Russe pour remporter le titre. C'est la première médaille d'un Nord-Américain lors d'un cinquante kilomètres libre en championnats du monde.
La saison suivante fut marquées par une quatrième place sur le cinquante classique des Jeux olympiques de Pyeongchang, une troisième place du classement général du tour de ski en 2018 et une deuxième place sur le mini-tour des finales de Falun.
À l'issue des championnats du monde de ski nordique 2019 de Seefeld in Tirol Alex Harvey annonce qu'il mettra un terme à sa carrière après les Finales de coupe du monde se tenant chez lui à Québec (ville). Lors de ces finales où des milliers de supportes étaient présents pour saluer sa carrière Harvey termine deuxième du classement final du mini-tour en signant  même le temps scratch lors de la dernière course. Depuis sa retraite, il est encore plus occupé, il travaille dans un bureau jusqu’à 19 h mais il se laisse encore du temps pour faire du sport dont le ski de fond, le vélo de montagne, le surf et même le wakeboard.

## Palmarès

### Jeux olympiques d'hiver
| Épreuve / Édition   | Sprint                           | Sprint                           | 15 km                            | 15 km                            | Poursuite / Skiathlon 2 × 15 km | 50 km | Relais | Relais    |
| Épreuve / Édition   | libre                            | classique                        | libre                            | classique                        | Poursuite / Skiathlon 2 × 15 km | 50 km | Sprint | 4 × 10 km |
| JO 2010 Vancouver   | Épreuve inexistante à cette date |                                  | 21e                              | Épreuve inexistante à cette date | 9e                              | 32e   | 4e     | 7e        |
| JO 2014 Sotchi      | 19e                              | Épreuve inexistante à cette date | Épreuve inexistante à cette date | DNF                              | 18e                             | 19e   | 12e    | —         |
| JO 2018 Pyeongchang | Épreuve inexistante à cette date | 32e                              | 7e                               | Épreuve inexistante à cette date | 8e                              | 4e    | 8e     | —         |

Légende :
- : pas d'épreuve
- — : non disputée par Alex Harvey
- DNF : abandon

### Championnats du monde
Alex Harvey participe à six éditions des championnats du monde, de 2009 à 2019, remportant cinq médailles : deux d'or avec le sprint par équipes des mondiaux d'Oslo en 2011 et le cinquante des mondiaux de Lahti en 2017, l'argent du sprint classique de Falun en 2015 et deux de bronze, sur le sprint classique à Val di Fiemme en 2013 et le skiathlon à Falun.
| Épreuve / Édition           | Sprint                           | Sprint                           | 15 km                            | 15 km                            | Poursuite / Skiathlon 2 × 15 km | 50 km                | Relais               | Relais    |
| Épreuve / Édition           | libre                            | classique                        | libre                            | classique                        | Poursuite / Skiathlon 2 × 15 km | 50 km                | Sprint               | 4 × 10 km |
| Mondiaux 2009 Liberec       | 28e                              | Épreuve inexistante à cette date | Épreuve inexistante à cette date | 36e                              | 22e                             | —                    | —                    | 5e        |
| Mondiaux 2011 Oslo          | 7e                               | Épreuve inexistante à cette date | Épreuve inexistante à cette date | —                                | 12e                             | 5e                   | Médaille d'or, monde | —         |
| Mondiaux 2013 Val di Fiemme | Épreuve inexistante à cette date | Médaille de bronze, monde        | —                                | Épreuve inexistante à cette date | 13e                             | 28e                  | 4e                   | 12e       |
| Mondiaux 2015 Falun         | Épreuve inexistante à cette date | Médaille d'argent, monde         | —                                | Épreuve inexistante à cette date | Médaille de bronze, monde       | 5e                   | —                    | 10e       |
| Mondiaux 2017 Lahti         | 12e                              | Épreuve inexistante à cette date | Épreuve inexistante à cette date | —                                | 5e                              | Médaille d'or, monde | 6e                   | LPD       |
| Mondiaux 2019 Seefeld       | 16e                              | Épreuve inexistante à cette date | Épreuve inexistante à cette date |                                  | 6e                              |                      |                      |           |

Légende :
- : première place, médaille d'or
- : deuxième place, médaille d'argent
- : troisième place, médaille de bronze
- : pas d'épreuve
- — : non disputée par Alex Harvey

### Coupe du monde
- Meilleur classement général : 3e en 2014 et 2017.
- Meilleur classement en distance : 2e en 2017.
- Meilleur classement en sprint : 8e en 2011 et 2014.
- 15 podiums : 
  - 12 podiums en épreuve individuelle : 2 victoires, 7 deuxièmes places et 3 troisièmes places.
  - 3 podiums par équipes : 1 victoire et 2 troisièmes places.

#### Détails des victoires
Il compte deux victoires individuelles en Coupe du monde.
| Épreuve / Édition | Sprint           | Sprint    | 15 km | 15 km      |
| Épreuve / Édition | libre            | classique | libre | classique  |
| 2014              | Szklarska Poręba |           |       |            |
| 2017              |                  |           |       | Ulricehamn |

Il compte également six victoires d'étape dans les tours :
- le 3,75 kilomètres libre des Finales de 2012 à Falun,
- le prologue du Tour de ski 2013-2014 (4,5 kilomètres libre d'Oberhof),
- le skiathlon des Finales 2014 à Falun,
- le sprint libre des Finales 2017 disputées à Québec,
- la poursuite sur quinze kilomètres libre des Finales 2018 à Falun
- la poursuite sur quinze kilomètres libre des Finales 2019 à Québec[53].

#### Courses par étapes
- Nordic Opening : 2 podiums d'étape.
- Tour de ski :
  - 3e du classement final en 2018.
  - 8 podiums d'étape, dont 1 victoire.
- Finales : 
  - 2e du classement final en 2014, 2017, 2018 et 2019.
  - 7 podiums d'étape, dont 5 victoires.
- Ski Tour Canada : 1 podium d'étape.

#### Classements détaillés
| Saison / Épreuve | Général | Général | Distance | Distance | Sprint | Sprint | Tour de ski depuis 2007 | Finales depuis 2008/Ski Tour Canada en 2016 | Nordic Opening depuis 2011       |
| ---------------- | ------- | ------- | -------- | -------- | ------ | ------ | ----------------------- | ------------------------------------------- | -------------------------------- |
| Saison / Épreuve | Place   | Points  | Place    | Points   | Place  | Points | Tour de ski depuis 2007 | Finales depuis 2008/Ski Tour Canada en 2016 | Nordic Opening depuis 2011       |
| 2009             | 25e     | 287     | 21e      | 201      | 99e    | 6      | -                       | 6e                                          | Épreuve inexistante à cette date |
| 2010             | 48e     | 167     | 31e      | 118      | 82e    | 13     | 22e                     | 32e                                         | Épreuve inexistante à cette date |
| 2011             | 10e     | 552     | 21e      | 190      | 10e    | 182    | 10e                     | 11e                                         | 17e                              |
| 2012             | 6e      | 974     | 7e       | 546      | 13e    | 212    | 11e                     | 6e                                          | 12e                              |
| 2013             | 34e     | 259     | 23e      | 188      | 45e    | 43     | Abandon                 | 25e                                         | 23e                              |
| 2014             | 3e      | 766     | 5e       | 342      | 8e     | 264    | Abandon                 | 2e                                          | 42e                              |
| 2015             | 9e      | 518     | 9e       | 313      | 13e    | 153    | Abandon                 | -                                           | 10e                              |
| 2016             | 7e      | 859     | 13e      | 422      | 18e    | 143    | 14e                     | 5e                                          | 7e                               |
| 2017             | 3e      | 1128    | 2e       | 588      | 13e    | 178    | 7e                      | 2e                                          | 9e                               |
| 2018             | 4e      | 1179    | 4e       | 594      | 25e    | 85     | 3e                      | 2e                                          | 4e                               |
| 2019             | 13e     | 604     | 11e      | 313      | 26e    | 101    | Abandon                 | 2e                                          | 16e                              |

### Championnats du monde junior
Alex Havey participe à quatre éditions des championnats du monde junior, remportant trois médailles, deux de bronze en 2007 et une d'argent en 2008.
| Épreuve / Édition       | Sprint | Sprint    | 10 km              | 10 km             | 20 km libre | Poursuite 2 × 10km | Relais |
| Épreuve / Édition       | libre  | classique | libre              | classique         | 20 km libre | Poursuite 2 × 10km | Relais |
| Mondiaux 2005 Rovaniemi |        | 41e       | 43e                |                   |             | 47e                |        |
| Mondiaux 2006 Kranj     | 16e    |           |                    |                   |             | 17e                |        |
| Mondiaux 2007 Tarvisio  |        | 16e       | Médaille de bronze |                   |             | Médaille de bronze |        |
| Mondiaux 2008 Malles    | 4e     |           |                    | Médaille d'argent | 4e          |                    | 9e     |

Il participe également à deux éditions des championnats des moins de 23 ans, remportant un titre, sur la poursuite trente kilomètres en 2011 à Otepää.
| Épreuve / Édition                 | Sprint                           | Sprint    | 15 km | 30 km poursuite      |
| Épreuve / Édition                 | libre                            | classique | 15 km | 30 km poursuite      |
| Mondiaux 2009 Praz de Lys Sommand | Épreuve inexistante à cette date | 5e        | —     | 4e                   |
| Mondiaux 2011 Otepaa              | Épreuve inexistante à cette date | —         | —     | Médaille d'or, monde |

### Championnats du Canada
- 1 titre en 2006 : 10 kilomètres classique.
- 3 titres en 2012 : sprint, 15 kilomètres libre et 50 kilomètres classique.
- 4 titres en 2016 : sprint, 10 kilomètres classique, 15 kilomètres libre et 50 kilomètres classique.

## Autres activités
En 2011, Alex Harvey est le porte-parole de la 28e campagne de l'Opération Nez rouge.